# (464600) 2016 CH121
(464600) CH121 es un asteroide perteneciente al cinturón de asteroides, descubierto el 29 de diciembre de 2008 por el equipo Spacewatch desde el Observatorio Nacional de Kitt Peak (Arizona, Estados Unidos).